# Pseudeschiniscus
Pseudeschiniscus är ett släkte av trögkrypare. Pseudeschiniscus ingår i familjen Echiniscidae.
Släktet innehåller bara arten Pseudeschiniscus suillus.